# Pothanur
Pothanur (o Pottanur) è una suddivisione dell'India, classificata come town panchayat, di 13.967 abitanti, situata nel distretto di Namakkal, nello stato federato del Tamil Nadu. In base al numero di abitanti la città rientra nella classe IV (da 10.000 a 19.999 persone).

## Geografia fisica
La città è situata a 11° 7' 0 N e 77° 58' 60 E e ha un'altitudine di 147 m s.l.m..

## Società

### Evoluzione demografica
Al censimento del 2001 la popolazione di Pothanur assommava a 13.967 persone, delle quali 7.117 maschi e 6.850 femmine. I bambini di età inferiore o uguale ai sei anni assommavano a 1.287, dei quali 686 maschi e 601 femmine. Infine, coloro che erano in grado di saper almeno leggere e scrivere erano 9.821, dei quali 5.547 maschi e 4.274 femmine.